# معركة الوجاج
معركة الوجاج حدثث بين الامام عبد الله بن فيصل بن تركي والأمير راكان ابن حثلين وسعود بن فيصل بن تركي، بسبب ثأر بينه و بين راكان ابن حثلين لسيما ما حدث في ملح و طبعه و قامو بثوره ناجحه اسقطو فيها حكمه و اختلفت الروايه بين مقتله او هروبه للكويت و انضم سعود بن فيصل بن تركي آل سعود مع العجمان ضد اخيه و كان نصر حليفهم .

## أحداث المعركة
في عام 1287هـ - 1870م وتعرف هذه السنة عند أهل الاحساء بسنة سعود، وذلك ان الأمير سعود بن فيصل خرج من عمان وتجه إلى البحرين ونزل ضيفا على ال خليفة حكام البحرين وطلب منهم النجدة والمساعدة على حرب اخيه الامام عبد الله بن فيصل بن تركي ثم توجه إلى قطر وبرفقته ابن عمه محمد بن عبد الله بن ثنيان فلم ينجده أحد. فارسل بطلب مساعدة قبيلة ال مره واستجابت له قبيلة ال مره ضد أخيه عبد الله بن فيصل آل سعود وخاضوا معه حربا طويلة ومكنوه من الحكم. فاتفق آل مره مع العجمان (الذين كانوا يتظاهرون بالولاء لعبد الله الفيصل) على أن العجمان عند حدوث المعركة واصبحت من صالح آل مره ينقلبون على جيش عبد الله الفيصل، وفعلاً في معركة الوجاج ارسل عبد الله بن فيصل قوات كبيره وكان من ضمنها العجمان وحدثت المعركة بين قوات سعود بن فيصل آل سعود وقبيلة آل مره ضد عبد الله بن فيصل وعندما تلاقى الجمعان واصبحت من صالح سعود الفيصل وآل مره انقلب العجمان على عبد الله الفيصل وهزمت قوات عبد الله في هذه المعركة وبسبب هذه المعركة خسر حكم المنطقة الشرقية